# Київський апеляційний суд
Київський апеляційний суд — загальний суд апеляційної (другої) інстанції, розташований у столиці України, юрисдикція якого поширюється на місто Київ та Київську область.
Суд утворений 21 червня 2018 року на виконання Указу Президента «Про ліквідацію апеляційних судів та утворення апеляційних судів в апеляційних округах» від 29 грудня 2017 року, згідно з яким мають бути ліквідовані апеляційні суди та утворені нові суди в апеляційних округах.
Указ Президента про переведення суддів до нового суду прийнятий 28 вересня 2018 року.
Апеляційний суд Київської області та Апеляційний суд міста Києва здійснювали правосуддя до початку роботи нового суду, що відбулося 3 жовтня 2018 року. Нерозглянуті апеляційні скарги, заяви, клопотання, подані до Апеляційного суду міста Києва та Апеляційного суду Київської області, передані до новоутвореного Київського апеляційного суду.

## Структура
Структура суду передбачає посади голови суду, його заступника, керівника апарату, його заступника, суддів, їх помічників, секретарів, судових розпорядників, інші управління, відділи та сектори.
Суддівський корпус формує судові палати: у цивільних справах та кримінальних справах. З числа суддів, що входять до палати, обирається її секретар.

## Керівництво
Голова суду — Головачов Ярослав Вячеславович
 Заступник голови суду — Крижанівська Ганна Володимирівна
 Керівник апарату — Радченко Олег Миколайович.

## Стан здійснення правосуддя
Державна судова адміністрація України, проаналізувавши діяльність судів у першому півріччі 2020 року, дійшла висновку, що Київський апеляційний суд вчасно розглядає судові справи, ефективно використовуючи трудові та фінансові ресурси. За цим показником він увійшов до п'ятірки найкращих в Україні.

## Корупція
29 листопада 2023 року НАБУ і САП викрили чотирьох суддів з Київського апеляційного суду на одержанні хабаря в $35 тис. за ухвалення рішення. Їм повідомили про підозру, а Вища рада правосуддя дозволила їхній арешт.